# Thibaut II (roi de Navarre)
Thibaut V de Champagne ne doit pas être confondu avec le comte Thibaut V de Blois († 1191).
Pour les articles homonymes, voir Thibaud II.
Thibaut II de Navarre, également connu sous le nom de Thibaut V de Champagne, né en 1239 et mort le 4 décembre 1270 à Trapani, en Sicile, est roi de Navarre et comte de Champagne de 1253 à 1270.

## Biographie
À la mort de son père en 1253, il hérite du trône sous la régence de sa mère et la tutelle de Jacques Ier d'Aragon, et doit faire face dès le début à des problèmes d'État.

### Début de règne difficile
Âgé de quatorze ou quinze ans quand il hérite du trône de Navarre, il doit subir la régence de sa mère Marguerite de Bourbon, puisque la majorité en Navarre est fixée à vingt et un ans. Le 27 novembre 1251, il avait dû jurer les fors (fueros en espagnol) de Navarre, mais impose une limitation au pouvoir des grands seigneurs. En effet, jusqu'à ses vingt-et-un ans, Thibaut ne peut normalement pas juger sans le conseil d'un tuteur, lui-même contraint d'écouter l'avis d'un conseil de douze ricombres. Mais Thibaut n'accepte pas de se soumettre aux fors et obtient du pape Alexandre IV l'introduction des rites français de l'onction et du couronnement (en 1257 et 1259), afin de doter la monarchie navarraise d'une légitimité religieuse et de l'appui spirituel de l'Église. Mais très vite le petit royaume qu'est la Navarre est menacé par ses deux grands voisins expansionnistes, la Castille et l'Aragon. Dans un premier temps, c'est le roi d'Aragon, Jacques Ier d'Aragon qui en mars 1254 montre des signes d'hostilités. En effet ce dernier prétend à la suzeraineté sur la Navarre et masse une armée le long de l'Èbre. En réponse Thibaud masse une armée près du château de Tudela. Les relations sont apaisées après la rencontre des deux souverains le 5 avril 1254. À son tour, la Castille devient hostile, mais une rencontre à nouveau des trois souverains, Thibaud II de Navarre, Jacques Ier d'Aragon et Alphonse X de Castille apaisent les relations, la Castille reconnaissant Jacques Ier comme protecteur de la Navarre. C'est ainsi que quand il se rend en France en 1254, Jacques Ier acte en tant que défenseur de la Navarre.

### Consolidation de son pouvoir
Le 6 avril 1255, à Melun, il épouse Isabelle de France (1242-1271) fille du roi Louis IX de France et de Marguerite de Provence, Louis IX voulant résoudre les différends entre la France et la Navarre et ce depuis le règne de Thibaud Ier de Navarre. Une des clauses de ce mariage demandées par Louis IX est que Thibaud "fasse la paix" avec sa sœur Blanche de Navarre, duchesse de Bretagne, qui réclame le trône de Navarre, conformément au premier testament de leur père, Thibaud Ier. Ce qu'il fait, puisqu'il donne à sa sœur et son mari, Jean Ier le Roux, Duc de Bretagne, une somme de trois mille livres en échange de leur renonciation à la couronne navarraise. Il obtient en 1257, le privilège de se faire couronner et sacrer une deuxième fois le 26 juin à Pampelune, confirmant le premier couronnement de 1253 alors sous régence. Par la voie diplomatique il obtient encore  en 1255 la renonciation d'Alphonse X de Castille à ses prétentions sur la Navarre. Il poursuit l'amélioration de l'administration du Trésor royal amorcée par son prédécesseur, et organise le premier recensement de la population du royaume, qui comptait alors plus de 30 000 feux, soit 150 000 habitants. Les comptes de 1266 ont permis de constater que 6,75 % des recettes étaient affectées à l'administration civile, 33,84 % à l'administration militaire et 59,6 % à la maison royale.[réf. nécessaire]

### Proche deLouisIXet gestion des affaires françaises
Gendre de Louis IX et comte de Champagne, il se trouva pris dans les affaires françaises. Dès lors, Saint Louis joua le rôle d'arbitre dans les relations extérieures de son gendre. Ainsi, le roi Alphonse X de Castille autorisa l'usage des ports de Fontarrabie et de Saint-Sébastien par la Navarre (qui en avait besoin pour ses exportations) tant que Thibaut vivrait, un engagement qui suit une promesse de mariage entre Blanche de France, fille de Louis IX, et Ferdinand de La Cerda (23 octobre 1255-1275), héritier d'Alphonse X. En 1257, il possède déjà des terrains sur la paroisse de Saint-André-des-Arts à Paris et y fait construire une demeure dite « Hôtel de Navarre », achevée en 1260, à l'emplacement des nos 47 et 49 de la rue Saint-André-des-Arts dans le 6e arrondissement de Paris. Il se pose en 1258 comme protecteur de l'abbaye de Luxeuil, ce qui irrite le duc du Bar prêt à s'imposer par les armes et à entrer en guerre ouverte avec Thibaud. Louis IX intervient et "étouffe" le conflit. Thibaud accompagne souvent Louis IX qui le considère comme un fils. Il assiste avec ce dernier en 1259 au procès d’Enguerrand de Coucy : ce dernier a pendu trois jeunes nobles flamands qui chassaient le lapin sur ses terres. En 1260, il fait face à une usurpation de son autorité sur les terres de Luxeuil, dont Jean et Hugues de Chalons s'emparent et que Thibaud ne peut reprendre. Louis IX sollicite la médiation de Eudes de Bourgogne, comte de Nevers, qui échoue. Il réclame la succession du comté de Bigorre, comté qu'il a obtenu par le rachat des droits de Simon VI de Montfort dans les années 1260. Il doit faire face aux deux autres prétendants, Eschivat IV de Chabanais et le roi d'Angleterre Henri III. Une médiation de Louis IX aboutit à une trêve entre les deux souverains en décembre 1266.

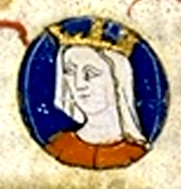
Son épouse Isabelle de France, fille de Louis IX.

### Hostilité ouverte avec le duc de Bar
Le comté de Champagne détient la vassalité de plusieurs terres dans le Bar dont des terres dans la seigneurie de Ligny en Barrois. Thibaud avait réussi à étendre son influence et à "se faire reconnaître seigneur de certaines terres" dans cette seigneurie. De plus Valéran de Luxembourg, seigneur de Ligny reconnaît la suzeraineté du comte de Champagne sur le château et la châtellenie de Ligny, ce qui provoque la colère du duc de Bar Thiébaut II. Ce dernier appelant ses alliés, Gui de Dampierre comte de Flandre et l’évêque de Metz, s'empare de Ligny le 5 juillet 1267. Thibaud, revenant de Navarre, envahit le Barrois en représailles et ravage la terre de Choiseul. Voyant ces événements prendre une mauvaise tournure, Louis IX demande au duc de Bar de mettre un terme au conflit. Par médiation de Louis IX en octobre 1267, Thibaud garde les terres de Ligny et les protagonistes du conflit s'engagent auprès du roi à ne plus entrer en conflit sous peine de "sanctions".

### Dernières années (1267-1270)
Les dernières années de sa vie sont passées en Navarre où Thibaud doit à partir de 1267, contrôler la pression qu'impose Jacques Ier d'Aragon. Ce dernier en tant que protecteur de la Navarre réclame 60 000 marcs d'argent et cinq forteresses pour ses services rendus. Durant cette année, des escarmouches ont lieu sur la frontière des deux royaumes. Mais un accord est trouvé entre les deux souverains. Jacques Ier projette de reconquérir les terres de Baudouin II de Courtenay, dernier empereur de l'Empire Latin. Pour son aide dans cette reconquête, Thibaud se verrait attribuer "à l'avance" un quart des terres de l'Empire. En 1269, il prend part à la pacification des terres siciliennes récemment conquises par Charles d'Anjou, frère de Louis IX.
Dans son royaume de Navarre, la bourgeoisie appuya le monarque, en lui versant notamment des impôts extraordinaires, et le roi leur fournit, en contrepartie, du prestige et du pouvoir politique. Il étendit le for de Pampelune à la localité de Lantz, et celui d'Estella aux localités de Tiebas et Torralba[réf. nécessaire]. Il fonda Espinal en 1269.
En juillet 1270, il embarque vers la Terre sainte avec son beau-père, Louis IX, pour une croisade. Le 18 juin 1270, avant de partir, il nomme son frère Henri vice-roi de Navarre, et s'embarque depuis Marseille avec son épouse, Isabelle de France, le 2 juillet. Cette croisade prend un tour funeste quand le roi de France trouve la mort à Tunis le 25 août 1270. Thibaud de Navarre et Charles d'Anjou continuent le combat entre septembre et octobre, mais rembarquent le 11 novembre 1270 vers Trapani en Sicile, qu'ils rejoignent le 14 novembre 1270. Thibaud y meurt au bout de deux semaines, après avoir contracté la peste, avant même d'avoir atteint la péninsule Ibérique. Il est alors impossible de rentrer par la mer. Le nouveau roi, Philippe III fait ramener sa dépouille en France avec celle de son père Louis IX, mort à Tunis le 25 août 1270, et celle de son frère Jean Tristan de France mort le 3 août 1270, également de la dysenterie. Le convoi remonte la Calabre. Mais l'épouse de Philippe III, Isabelle d'Aragon, meurt quatre mois plus tard, le 28 janvier 1271, blessée dans une chute de cheval, dans le sud de l'Italie, dans la vallée de Crati. Elle était enceinte de 6 mois de son 5e enfant et faisait partie de la délégation de retour de la 8e croisade. Le frère de Thibaud, Henri, lui succède au titre de roi de Navarre et comte de Champagne.

## Union et postérité
Il épouse à Melun le 6 avril 1255, Isabelle de France, fille de Louis IX de France et de Marguerite de Provence.
Sans postérité.